# Fiorenzo Stolfi
Fiorenzo Stolfi (né le 11 mars 1956), est un homme politique saint-marinais. Il est membre du Parti des socialistes et des démocrates. Il est ministre des Affaires étrangères de décembre 2002 à décembre 2003 et depuis le 27 juillet 2006.
Il fut ministre des Finances de juin 2002 à décembre 2002.